# Гронди (Опольський повіт)
Гронди (пол. Grądy) — село в Польщі, у гміні Ходель Опольського повіту Люблінського воєводства.
Населення — 171 особа (2011).
У 1975-1998 роках село належало до Люблінського воєводства.

## Демографія
Демографічна структура станом на 31 березня 2011 року:
|          | Загалом | Допрацездатний вік | Працездатний вік | Постпрацездатний вік |
| -------- | ------- | ------------------ | ---------------- | -------------------- |
| Чоловіки | 79      | 25                 | 43               | 11                   |
| Жінки    | 92      | 25                 | 44               | 23                   |
| Разом    | 171     | 50                 | 87               | 34                   |